# Marie Kondō

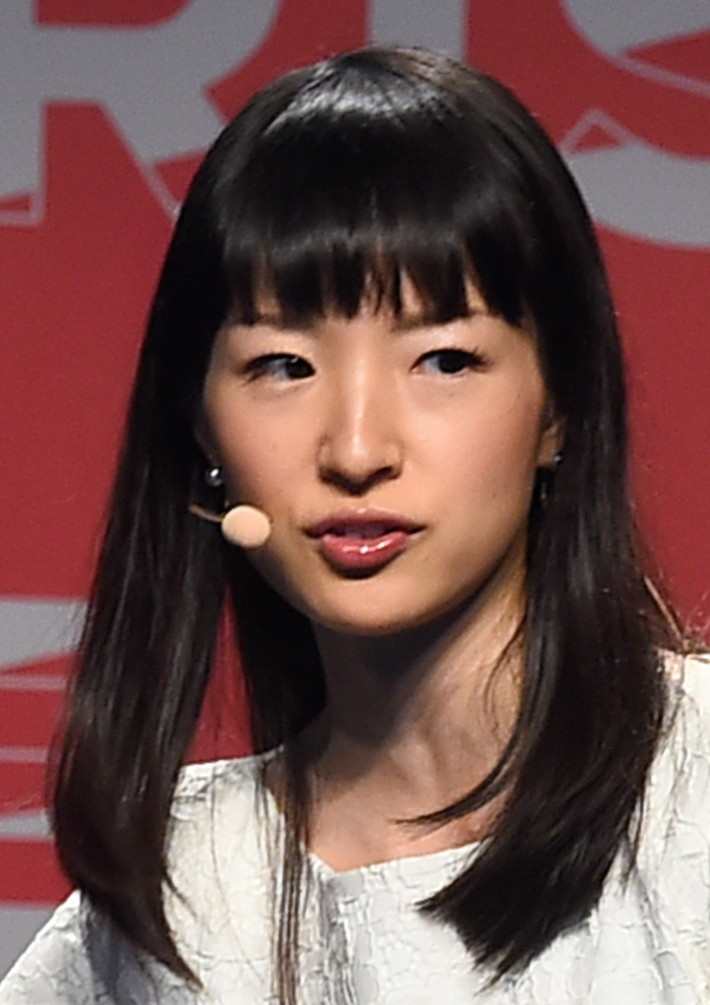
Marie Kondō (2016)

Marie Kondō (Japans: 近藤 麻理恵, Kondō Marie; Tokio, 9 oktober 1984) is een Japanse adviseur en bestsellerauteur. Haar boeken zijn in 27 talen vertaald, waaronder in het Nederlands. Kondō werd in 2015 door Time uitgeroepen tot een van de 100 invloedrijkste personen ter wereld.

## Loopbaan
Kondō is werkzaam als opruimadviseur (organizer). Ze geeft cursussen en seminars in het weggooien en ordenen van spullen, wat zij als uitgangspunt ziet voor 'innerlijke ordening'. 
In 2011 publiceerde Kondō haar debuut Jinsei ga Tokimeku Katazuke no Mahō, waarin zij methoden aanreikt om ordening te bereiken en te behouden. Hiervan werden in Japan meer dan 1,3 miljoen exemplaren verkocht, waarmee het in het eerste halfjaar van 2012 het meest verkochte boek van het land was. 
In 2012 verscheen het vervolg op dit boek, genaamd Jinsei ga Tokimeku Katazuke no Mahō 2. Gebaseerd op beide boeken produceerde de Japanse zender Nippon TV een gelijknamige televisieserie.
Kondō's opruimmethode, die zij in haar boek zelf omschrijft als de Konmari-methode, omvat de volgende stappen:
1. Alles in één keer, binnen een korte tijd en perfect opruimen
2. Alle op te ruimen spullen worden op een stapel verzameld
3. Bepalen of spullen moeten worden weggegooid
4. De keuze wordt gemaakt met behulp van de vraag: Maakt het mij gelukkig als ik dit voorwerp vasthoud?
5. Elk voorwerp dat men behoudt, krijgt zijn plaats toegewezen
6. Alle overgebleven spullen moeten daadwerkelijk op hun plaats worden gezet

## Persoonlijk leven
Kondō is getrouwd en heeft twee dochters en een zoon. Ze woont in Los Angeles.

## Filmografie
- 2013: 人生がときめく片づけの魔法, NTV-televisieserie
- 2019: Tidying Up With Marie Kondo, Netflix Original-serie[8]